# Folke Skoghäll
Carl David Folke Skoghäll, född 21 februari 1921 i Åmål, död 1998, var en svensk målare, tecknare, teckningslärare och grafiker.
Han var son till pastorn Carl Jonas Skoghäll och Anna Maria Lundin och gift första gången 1945 med Inga Nordin och från 1956 med Margaretha Knutson samt systerson till Johan Alvar Lundin. Skoghäll studerade vid Tekniska skolan i Stockholm 1941-1945 där han utexaminerades från dess Högre konstindustriella avdelning som teckningslärare. Han fortsatte därefter sina studier vid Konstakademins skola i Helsingfors 1946-1948 samt för André Lhote i Paris 1949. Separat ställde han bland annat ut i Kristinehamn och Karlstad. Tillsammans med Anders Hellsten och Valter Holmström ställde han ut på Värmlands museum 1948. Han medverkade sedan 1948 i Värmlands konstförenings salonger i Karlstad och sedan 1952 i Örebro läns konstförenings Länets konst i Örebro samt Stockholmssalongerna på Liljevalchs konsthall 1962–1963. Han var representerad i en vandringsutställning med Närkekonst som visades i Dortmund, Essen, Düsseldorf och Hagen 1959.  
Bland hans offentliga uppdrag märks utsmyckning med fasademalj i Kumla, en väggrelief i järnplåt och emalj för Vialundskolan i Kumla. Till en början arbetade han i en realistisk stil men omkring 1950 övergick han till ett expressivt postkubistiskt måleri i en svag färgskala, hans grafiska blad har ofta cirkus eller musikmotiv. Vid sidan av sitt eget skapande har han varit verksam som teckningslärare på grundskolans högstadium i Kumla. Skoghäll är representerad vid Statens konstråd, Värmlands museum, Örebro läns museum, Institut Tessin i Paris, Örebro läns landsting, Värmlands läns landsting, Stockholms kommun och Örebro kommun.